# Башмаков, Борис Павлович
Борис Павлович Башмаков (род. 22 августа 1946, Свердловск, РСФСР, СССР) — советский и российский спортсмен и тренер по баскетболу, Заслуженный тренер РСФСР, Заслуженный учитель России.

## Биография
Родился в 1946 году в городе Свердловск (ныне Екатеринбург). Закончил спортивный факультет Свердловского государственного педагогического института. Во время службы в вооружённых силах вёл занятия по физической подготовке у командного состава Уральского военного округа
В течение многих лет (до 2015 года) Башмаков работал в школе № 66 города Екатеринбург. За всё время своей деятельности подготовил более десяти мастеров спорта и нескольких чемпионок Европы. Среди его самых известных учеников выделяется почётный гражданин города Екатеринбурга, заслуженный мастер спорта СССР, чемпионка Олимпийских игр (1976 и 1980), мира и Европы Ольга Коростелева.
Преподавая физкультуру в школе № 66, Башмаков сыграл ключевую роль в том, что это учебное заведение вышло на первое место по спортивным показателям сначала в Орджоникидзевском районе, а затем и в городе. Более 50 разных наград было получено учениками школы за победы в различных городских и областных соревнованиях по акробатике, футболу, настольному теннису и прочим видам спорта.
В 2000 и 2001 году Башмаков лично одержал победы в городском и областном педагогическом конкурсах «Лучший по профессии».